# Nuoto sincronizzato ai campionati mondiali di nuoto 2015 - Squadre (programma libero combinato)
La competizione di nuoto sincronizzato a squadre - Programma libero combinato dei campionati mondiali di nuoto 2015 si è disputata il 26 luglio e il 1º agosto 2015 alla Kazan Arena di Kazan'. Il 26 luglio si è disputato il turno eliminatorio a cui hanno partecipato 16 nazioni. Le 12 migliori squadre hanno disputato la finale il 1º agosto.

## Medaglie
| Posizione | Atleta | Paese    |
| --------- | --- | -------- |
| Oro       | Vlada Čigirёva Svetlana Kolesničenko Aleksandra Packevič Alla Šiškina Anželika Timanina Michaėla Kalanča Lilija Nizamova Elena Prokof'eva Marija Šuročkina Gelena Topilina Svetlana Romašina* Darina Valitova* | Russia   |
| Argento   | Gu Xiao Li Xiaolu Sun Wenyan Tang Mengni Yin Chengxin Guo Li Liang Xinping Sun Yijing Xiao Yanning Zeng Zhen Huang Xuechen* Li Mo*                                                                             | Cina     |
| Bronzo    | Aika Hakoyama Yukiko Inui Risako Mitsui Mai Nakamura Asuka Tasaki Aiko Hayashi Kei Marumo Kanami Nakamaki Kano Omata Kurumi Yoshida                                                                            | Giappone |

* Riserva

## Risultati
In verde sono denotate le finaliste.
| Posizione | Nazionalità    | Preliminare | Preliminare | Finale  | Finale    |
| Posizione | Nazionalità    | Punti       | Posizione   | Punti   | Posizione |
| --------- | -------------- | ----------- | ----------- | ------- | --------- |
| 1         | Russia         | 96.4000     | 1           | 98.3000 | 1         |
| 2         | Cina           | 94.9333     | 2           | 96.2000 | 2         |
| 3         | Giappone       | 92.6000     | 3           | 93.8000 | 3         |
| 4         | Ucraina        | 92.4000     | 4           | 93.4000 | 4         |
| 5         | Spagna         | 91.9000     | 5           | 92.3667 | 5         |
| 6         | Canada         | 89.4000     | 6           | 90.3667 | 6         |
| 7         | Italia         | 88.9000     | 7           | 89.7333 | 7         |
| 8         | Grecia         | 86.6333     | 8           | 86.6667 | 8         |
| 9         | Messico        | 85.3333     | 9           | 86.5667 | 9         |
| 10        | Brasile        | 84.1000     | 10          | 84.8000 | 10        |
| 11        | Corea del Nord | 81.7667     | 12          | 82.6000 | 11        |
| 12        | Bielorussia    | 81.8333     | 11          | 82.3000 | 12        |
| 13        | Svizzera       | 81.6000     | 13          |         |           |
| 14        | Kazakistan     | 80.1000     | 14          |         |           |
| 15        | Venezuela      | 75.1000     | 15          |         |           |
| 16        | Macao          | 71.1667     | 16          |         |           |